# Al Tadhamon SC
O Al Tadhamon SC é um clube de futebol kuwaitiano com sede em Al Farwaniya. A equipe compete na Campeonato Kuwaitiano de Futebol.

## História
O clube foi fundado em 1965.